# Peppermill
Le Peppermill est une ancienne discothèque située à Heerlen aux Pays-Bas. Ouverte en 1980, cette discothèque devient durant les années 1990 un haut-lieu de la culture gabber dans la province du Limbourg. Le club ferme ses portes en mai 2014.

## Histoire
Ouvert en 1980 par Jules Otten dans ce qui était auparavant une étable, le club est une référence de la scène gabber durant les années 1990. Il accueille par exemple le festival Hellraiser à quatre reprises entre 1995 et 1999, une date de la tournée Thunderdome de 1998 ou encore Megarave. L'établissement connaît une forte renommée, et le bâtiment subit plusieurs agrandissements, comptant jusqu'à vingt-et-un bars et une piscine.
En août 2003, lors de l'événement « Megarave 2003 », une jeune fille de quinze ans meurt au Peppermill des suites d'une overdose d'ecstasy. Ce malheur conduit le maire d'Heerlen à prendre des mesures exceptionnelles, interdisant la tenue d'événements hardcores au Peppermill, notamment l'événement « Megarave Reunion » du 16 septembre 2003. La boîte de nuit, portant plainte contre cette décision, l'emporte en cassation en 2006, le Conseil d'État considérant cette décision comme allant au-delà de ce qu'il est possible pour le pouvoir de police du maire, qui faisait là une généralisation à partir d'un fait isolé. L'interdiction de tout événement portait en effet d'une part sur les entorses faites aux lois sur la détention et la consommation de drogues, mais aussi, et c'est là où le tribunal a pointé une faute, du moment que l'événement diffuserait des musiques houses de type « club/mellow, acid, hardcore/gabber et trance ». Toutefois, il est intéressant de noter dans les attendus de l'arrêt qu'il « est établi que les événements liés à la scène hardcore sont inextricablement liés à la consommation d'ecstasy ».
Durant l'été 2013, le Peppermill connaît déjà des difficultés financières, n'ouvrant que deux fois par mois. Il ferme ses portes en mai 2014, le propriétaire de la boîte et fils du fondateur, Sven Otten, laissant une ardoise de 2 millions d'euros,.